# Argumentum ad populum
Az argumentum ad populum (latinul „közvélekedésre hivatkozás”), vagy röviden ad populum, olyan érvelési hiba, amely nem a vita tárgyára épít, hanem az állítás általános elfogadottságára hivatkozik.
Gyakran előfordul hétköznapi vitákban, de a politikában és más kommunikációs területeken is megfigyelhető, habár nem annyira hatásos, mint az argumentum ad hominem. A legnagyobb hatást általában felmérésekkel és kutatásokkal alátámasztva éri el, az avatatlan hallgatónak azonban sokszor fel sem tűnik az érvelés hiányossága.

## Példák
„Mindenki tudja, hogy…”
(Galilei korában:) „Az emberek mind úgy gondolják, hogy a Nap kering a Föld körül, tehát Galileinek nincs igaza.”
„Az X termék a legjobb, mert ez a piacvezető.”

## Szatirikus példák
„Együnk ürüléket: sok milliárd légy nem tévedhet!”

## Hasonló esetek kizárása
Nem tartoznak a fenti érvelési hiba körébe azok az esetek, amikor az állítás nem arról szól, hogy valamely lehetőség jobb, értékesebb, helyénvalóbb lenne a másiknál, hanem objektíve leírja a többségi vélekedést (pl. közvélemény-kutatáskor, szociológiai felmérés során), illetve ennek eredményét (pl. demokratikus választás esetén).
„Magyarországon a homoszexualitás kevéssé elfogadott, hiszen a felmérés szerint csak x % fogadna el szomszédnak egy homoszexuális párt.”
„Az a párt alakíthat kormányt, amelyik a legtöbb szavazatot gyűjtötte.”

## Akínai kultúrában
Hasonló értelmű a kínai 三人成虎 mondás (pinjin: sān rén chéng hǔ), ami annyit tesz: ’három emberből (már) tigris lesz/válik’. Ez arra utal, hogy ha valamit (például hogy tigris járt a város piacán) elég sokan hangoztatnak, azt – bármilyen képtelen is – az átlagember inkább elfogadja. 